# Problepsis similinotata
Problepsis similinotata là một loài bướm đêm trong họ Geometridae.